# Parc de Diane
Le Parc de Diane (en finnois : Dianapuisto) ou Parc triangulaire (en finnois : Kolmikulman puisto) est un petit parc triangulaire du quartier Kaartinkaupunki à Helsinki en Finlande.

## Description
Le parc est limité par les rues Yrjönkatu, Uudenmaankatu et Erottajankatu.
Bien que le parc appartienne au quartier de Kaartinkaupunki, le quartier de Punavuori est juste à son bord sud-ouest et le quartier de Kamppi a son bord nord-ouest. 
La forme triangulaire du parc est due à son emplacement à la frontière de deux  plans hippodamiens orientés dans des directions différentes.
Les maisons entourant l'îlot ont été construites principalement à la fin du XIXe et au début du XXe siècle.

## Étymologie
Dans le parc se trouve une sculpture de Tellervo, fille de Tapio, sculptée par Yrjö Liipola en 1928, qui représente la déesse de la forêt Tellervo jetant une lance.
La statue est aussi communément nommée Diane, la déesse de la chasse , c'est pourquoi le parc s'appelle le parc de Diane.

## Accès
Le parc est longé par la ligne de tramway 10 (Kirurgi – Pikku Huopalahti) qui emprunte Erottajankatu et par la ligne de bus 24 (Ullanlinna–Seurasaari) qui emprunte Erottajankatu au nord,  et au sud par  Uudenmaankatu et Yrjönkatu. 
Kolmikulma deviendra le terminus de la ligne Kruunusillat. 
Kolmikulma devrait aussi être le terminus de la ligne de tramway de Vihdintie.

## Galerie

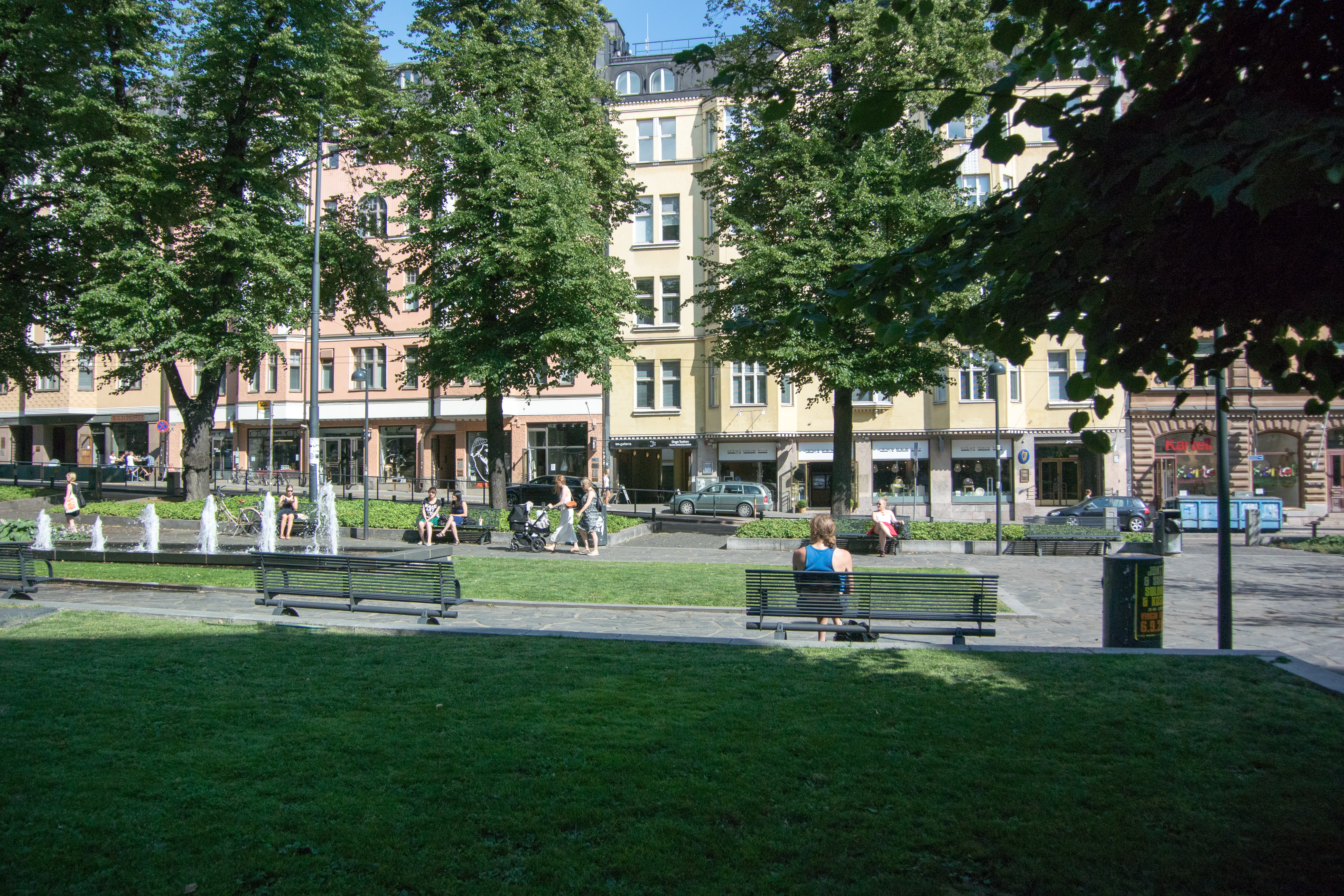
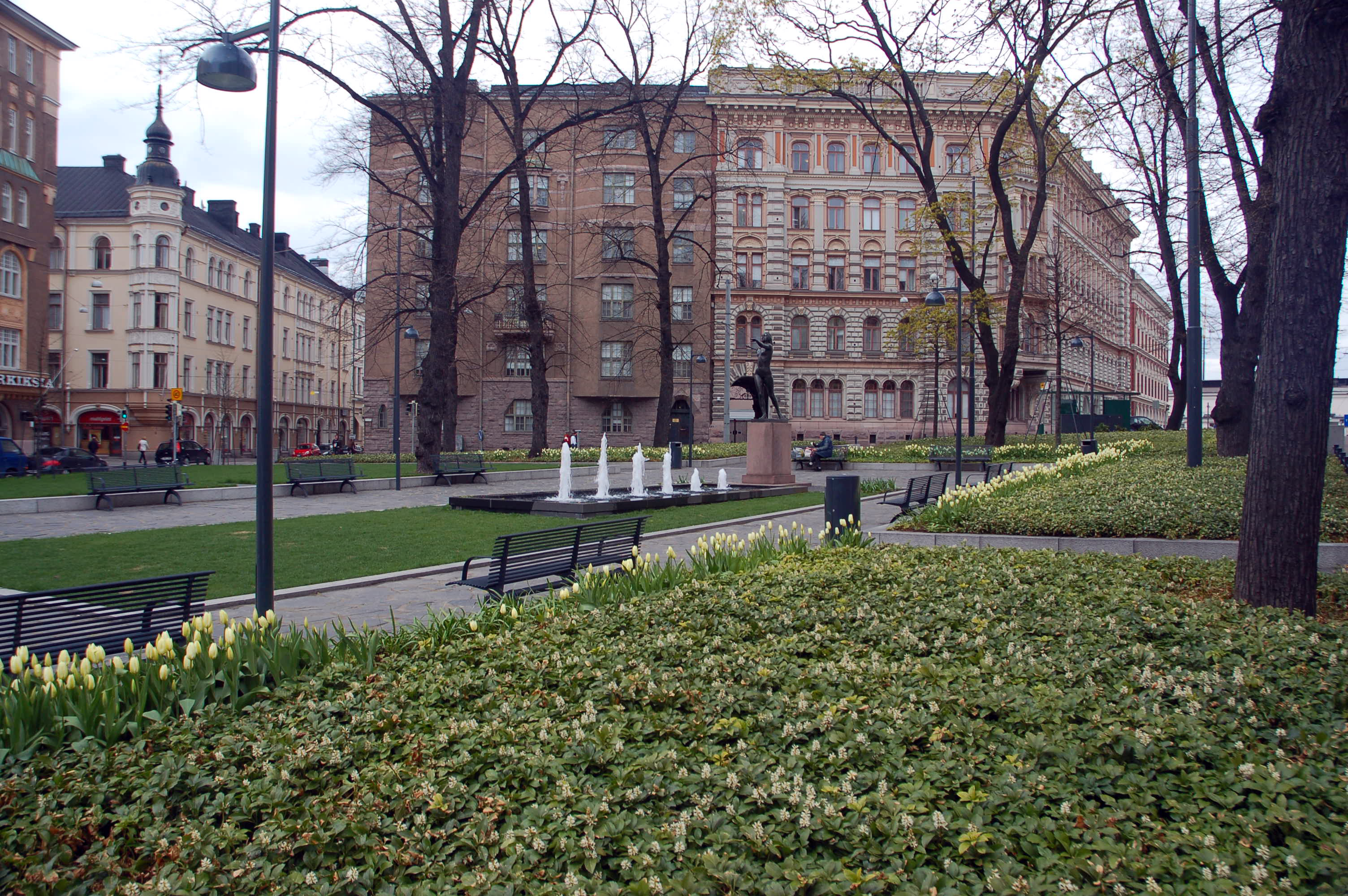
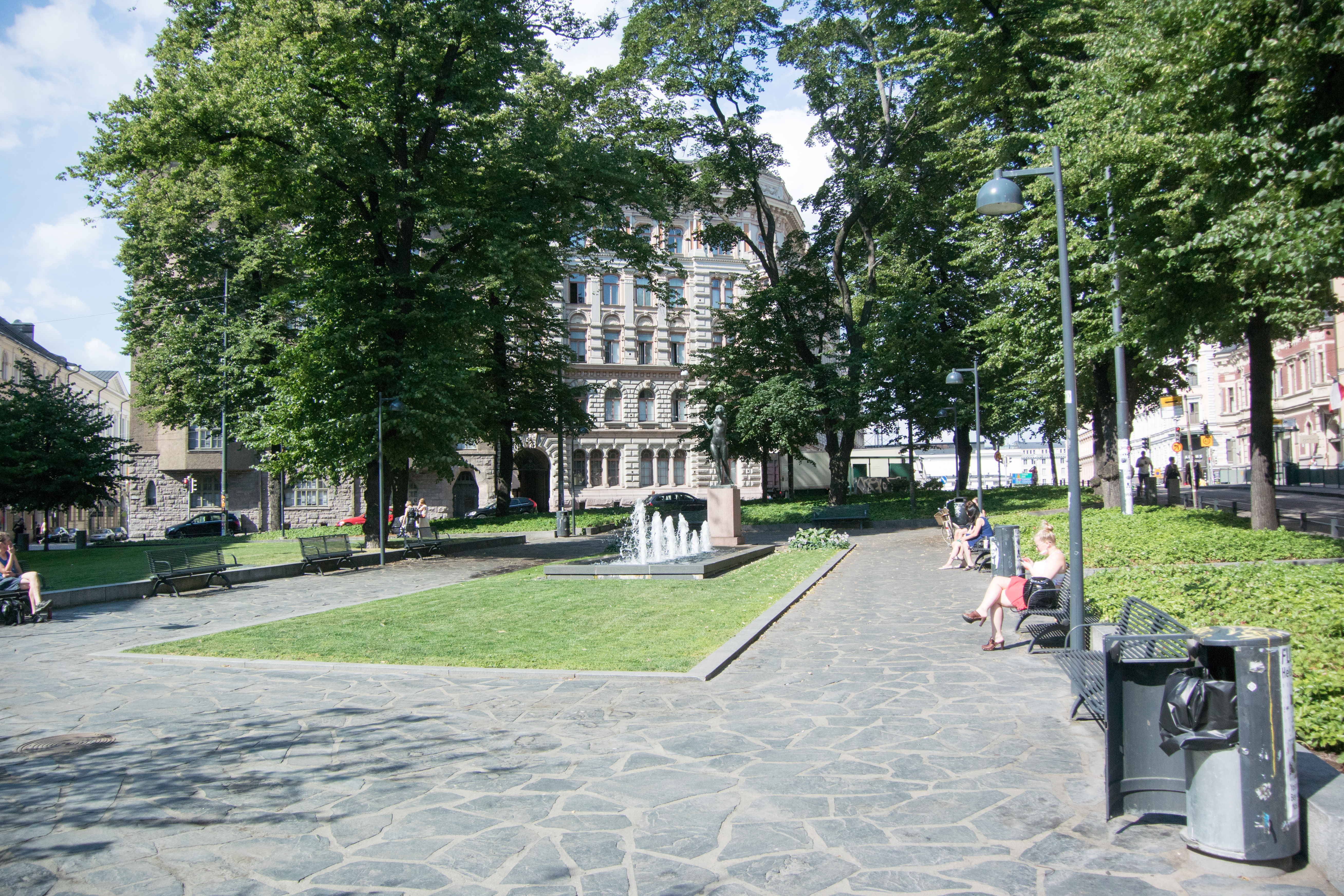